# Державний бюджет України
Держа́вний бюдже́т Украї́ни — план формування та використання фінансових ресурсів для забезпечення завдань і функцій, які здійснюються відповідно органами державної влади України, органами місцевого самоврядування України протягом бюджетного періоду.

## Державні бюджети України (за роками)

### 2012
Держбюджет 2012 року виконаний:
- за доходами на 90,3 % (фактичні доходи — 346,05 млрд ₴ при плані 383,037 млрд ₴);
- за видатками — на 92,7 % (фактичні видатки — 395,6 млрд ₴ при плані 427,04 млрд ₴);

Загальний фонд держбюджету:
- надійшло 289,5 млрд ₴ доходів (89,9 % від плану в 322,2 млрд ₴);
- видатки загального фонду становили 343,6 млрд ₴ (95,2 % від плану в 360,7 млрд ₴);

Спецфонд держбюджету:
- надійшло 56,5 млрд ₴ доходів (92,9 % від плану);
- видатки фонду становили 52,09 млрд ₴ (78,6 % від плану);

В результаті державний бюджет в цілому виконано з дефіцитом у сумі 53,4 млрд ₴ (124 % від плану).

### 2013
У цілому за 11 місяців 2013 року доходи загального фонду Держбюджету склали 266,43 млрд ₴, що краще аналогічного показника минулого року на 2,8 %, або на 7,2 млрд ₴.
Спецфонд за січень-листопад отримав 42,38 млрд ₴, що на 8,6 %, або на 4 млрд ₴, менше, ніж у січні-листопаді позаминулого року.
Враховуючи недонадходження доходів, Верховна Рада України наприкінці грудня внесла поправки до Держбюджету 2013 року, скоротивши його дохідну частину на 19,4 млрд ₴, або на 5,2 %, — до 370,56 млрд ₴, у тому числі загального фонду — до 304,48 млрд ₴. Одночасно парламент збільшив дефіцит Держбюджету на таку ж суму — до 69,98 млрд ₴. Падіння доходів було компенсовано залученням млрд кредиту Росії, домовленість про яку була досягнута президентами двох країн 17 грудня 2013.
Таким чином, річний план доходів Держбюджету-2013 за підсумками 11 місяців був виконаний на 87,9 %, у тому числі по загальному фонду — на 87,5 %. У грудні для виходу на 100 % держбюджет повинен був отримати 42,4 млрд ₴ доходів, у тому числі загальний фонд 38,1 млрд ₴.
16 січня 2014 року, заступник міністра фінансів України Анатолій Мярковський на засіданні бюджетного комітету Верховної Ради України заявив, що зведений бюджет за доходами не було виконано на 12,9 млрд ₴.
За даними Державної казначейської служби України всього за підсумками 2013 року до загального і спеціального фонду Державного бюджету України надійшло 339,18 млрд ₴, що на 1,97 %, (або 6,8 млрд ₴) менше, ніж у 2012 р. Так, до загального фонду Державного бюджету України у 2013 р. зараховано 291 млрд 572,5 млн ₴, що на 1 млрд 995,4 млн ₴ або на 0,7 % більше за відповідний показник 2012 р. До спеціального фонду Держбюджету України надійшло 47 млрд 607,8 млн ₴. (із урахуванням власних надходжень бюджетних установ та субвенцій з місцевих бюджетів).

### 2014

#### Проєкт
Проєкт закону України «Про Державний бюджет України на 2014 рік» був схвалений на засіданні Уряду 18 грудня 2013 року.
У проєкті бюджету прогноз доходів зведеного бюджету на 2014 рік становив 498,9 млрд ₴, що становить 30,2 % ВВП, в тому числі доходи Державного бюджету — 392,4 млрд ₴. Інфляція прогнозується на рівні 4,3 % та зростання ВВП — 3 %. Прогнозується, що номінальний ВВП досягне обсягу 1 трлн 653 млрд ₴.
Обсяг видатків та надання кредитів зведеного бюджету був спланований у сумі 562,9 млрд ₴, в тому числі видатки Державного бюджету — у сумі 456,3 млрд ₴. Загальний фонд Держбюджету — 389,7 млрд ₴. Передбачається, що Пенсійний фонд отримає із бюджету 87,4 млрд ₴. Крім того, прогнозується дохід від приватизації 17 млрд ₴. Також НАК «Нафтогаз» на покриття в тарифах передбачається виділити 14,9 млрд ₴.
Граничний обсяг дефіциту Державного бюджету на наступний рік був передбачений на рівні 59,5 млрд ₴, що становить близько 3,6 відсотка ВВП. Державний борг сягне рівня 35 % від ВВП.
16 січня 2014 року, Верховна Рада України 249 голосами з 261 зареєстрованих у сесійній залі народних депутатів ухвалила проєкт закону про Державний бюджет України, згодом декілька раз вносились зміни.

### 2015
Проєкт закону України «Про Державний бюджет України на 2015 рік» був підписаний президентом України 28 грудня 2014 року.
У проєкті бюджету прогноз доходів зведеного бюджету на 2014 рік становив 502,3 млрд ₴.
Обсяг видатків та надання кредитів зведеного бюджету був спланований у сумі 566,9 млрд ₴, у тому числі видатки загального фонду Державного бюджету України — в сумі 537.566.703 тис. ₴ та видатки спеціального фонду Державного бюджету України — у сумі 29,3 тис. ₴;
Граничний обсяг дефіциту Державного бюджету України на наступний рік планувався на рівні 75,8 млрд ₴, що становить близько 3,6 відсотка ВВП.
На 2015 рік було встановлено прожитковий мінімум на одну особу в розрахунку на місяць у розмірі з 1 січня 2015 року — 1176 ₴, з 1 грудня — 1330 ₴.
Мінімальна заробітна плата: у місячному розмірі: з 1 січня — 1218 ₴, з 1 грудня — 1378 ₴; у погодинному розмірі: з 1 січня — 7,29 ₴, з 1 грудня — 8,25 ₴.

### 2016
Загальні соціальні видатки державного сектора на 2016 рік були заплановані на рівні близько 350 млрд гривень — більше третини від сумарних витрат держави. При цьому, лише 25 % видатків на соціальні програми потрапляють до реально нужденних громадян. Досягти реальної та дієвої соціальної підтримки саме бідних громадян, ефективно використовуючи при цьому кошти платників податків, можна лише за рахунок впровадження адресної підтримки.

### 2019
Прийнятий бюджет на 2019 рік став першим, що перетнув позначку в 1 трлн гривень.

### 2020
Бюджет на 2020 рік було подано до Верховної Ради України 15 вересня 2019 року. Було встановлено курс долара на рівні 28,2₴, мінімальна заробітна платня — 4723 ₴. Дохід очікується на рівні 1079,5 млрд ₴, держборг — 54,1 % (державний — 46,7, гарантований — 7,4 %), дефіцит ВВП — 2,09 %, витрати на оборону — 245,8 млрд ₴.
13 квітня 2020 року, Верховна Рада України ухвалила зміни до Державного бюджету на 2020 рік, які були необхідні для боротьби з коронавірусною хворобою COVID-19 та передбачали підвищення бюджетного дефіциту втричі.

### 2021
15 вересня 2020 року, Кабінет Міністрів України схвалив проєкт Закону України «Про Державний бюджет України на 2021 рік» і направив його на розгляд до Верховної Ради України. У проєкті Держбюджету на 2021 рік були передбачені доходи на рівні 1,1 трлн ₴, а витрати - 1,3 трлн ₴. Граничний дефіцит бюджету пропонувалося встановити на рівні 270 млрд ₴. Законопроєкт пропонував передбачити зростання доходів на 9,4 %, а видатків — на 5,1 %.
15 грудня 2020 року, Верховною Радою України було прийнято законопроєкт «Про Державний бюджет України на 2021 рік» (№ 1082-IX від 15 грудня 2020 року). Рішення підтримали 289 народних депутатів. Відповідно до законопроєкту, доходи Держбюджету становили 1 092 млрд ₴, що на 6,9 % більше, ніж у 2020 р. Видатки Держбюджету були передбачені у сумі 1 трлн 328 млрд ₴. Зокрема видатки загального фонду – 1,18 трлн ₴ та видатки спеціального у розмірі 144,34 млн ₴, що на 4,5 % більше ніж у 2020 році. Прожитковий мінімум в Україні на одну особу на один місяць з 1 січня був встановлений – 2189 ₴, з 1 липня – 2294 ₴, а з 1 грудня – 2393 ₴. Щодо мінімальної заробітної плати, то за місяць з  1 січня вона була встановлена - 6000 ₴, з 1 грудня – 6500 ₴. Якщо брати погодинний розрахунок, то з 1 січня – 36,11 ₴, з 1 грудня – 39,12 ₴. 1 вересня 2020 року мінімальна заробітна плата становила - 5000 ₴.
Національний банк України очікує, що дефіцит Державного бюджету на 2021 рік складе 4 % ВВП, при запланованих у законі про Держбюджет 5,5 % ВВП.
Дефіцит загального фонду Державного бюджету України за десять місяців 2021 року склав 54,5 млрд ₴

### 2022

#### Проєкт Державного бюджету на 2022 рік
2 листопада 2021 року, Верховною Радою України, у першому читанні, було підтримано проєкт Державного бюджету на 2022 рік. До першого читання нардепи подали 3320 поправок. Комітет врахував частково або повністю менше половини з них. На 6,51 млрд ₴ було збільшено доходи завдяки ПДВ з імпортованих товарів. 3,3 млрд ₴ було забрано у Мінінфраструктури з програми оновлення рухомого складу та інфраструктури залізниці. Ці кошти були перенесені на безпеку дорожнього руху. 4 млрд ₴ було додано до програми розробки і реалізації державних інвестпроєктів. Разом з ще 2,7 млрд ₴, цю суму сплановано забрати у Мінекономіки та розподілити між відповідними бюджетними програмами. На 3,5 млрд ₴. було більше виділено на зарплати в судах. На 2,19 млрд ₴. було збільшено видатки на розвиток аеропортної інфраструктури. 6 млрд ₴ було перенесено на субвенцію на соціально-економічний розвиток з бюджету Державного фонду регіонального розвитку, тобто так званий «депутатський фонд».
Основні показники бюджету:.
Доходи бюджету визначено у 1,267 трлн ₴ (+166 млрд ₴ до 2021 року). Дефіцит Держбюджету скорочується на 23,8 %.
Номінальний ВВП прогнозується обсягом 5,39 трлн ₴, а зростання реального — на 3,8 %.
Середній курс гривні до долара очікується у 28,6 — 28,7 ₴ за долар США.
Середня заробітна плата становитиме близько 15 258 ₴, рівень безробіття — 8,5 %.
На 2022 рік заплановано підвищення мінімалки з жовтня 2022 року до 6700 ₴ з 6500 ₴ на початку.

#### Ухвалення  Державного бюджету на 2022 рік
2 грудня 2021 року, Верховна Рада України ухвалила бюджет України на 2022 рік у другому читанні та окремо – в цілому.
Основні макропоказники Державного бюджету на 2022 рік:
Доходи Держбюджету у 2022 році становитимуть 1,322 трлн ₴ — це на 54,73 млрд ₴ більше, аніж було проголосовано у першому читанні.
Видатки наступного року сягнуть 1,497 трлн ₴ (на 55,73 млрд ₴ більше, ніж у попередній версії).
Дефіцит утримується на рівні до 3,5 % ВВП, фінансування Держбюджету передбачене на рівні 188,8 млрд ₴.
Мінімальна зарплата з 1 жовтня зросте до 6700 ₴ на місяць, а прожитковий мінімум для працездатних осіб з 1 липня — до 2600 ₴ на місяць, а з 1 грудня — 2684 ₴ на місяць.
Номінальний ВВП прогнозується обсягом 5,39 трлн ₴, а зростання реального – на 3,8 %. Середній курс гривні до долара США  очікується у 28,6 - 28,7 ₴ за долар.

### 2023

#### Проєкт Державного бюджету на 2023 рік
31 жовтня 2022 року Кабінет Міністрів України схвалив проєкт Закону «Про Державний бюджет України на 2023 рік» до другого читання.
До другого читання, Кабінет Міністрів України скоригував прогноз зростання ВВП на 2023 рік у бік консервативного сценарію – 3,2 % замість 4,6 %. Прогноз інфляції знизився з 30 % до 28 %. Мінімальна зарплата у 2023 році зберігатиметься на рівні 6700 грн, а прожитковий мінімум – 2589 грн.

#### Ухвалення Державного бюджету на 2023 рік
3 листопада 2022 року, Верховна Рада України ухвалила Державний бюджет на 2023 рік в другому читанні та в цілому. За відповідний законопроєкт № 8000 проголосували 295 народних депутатів. Його доходи становитимуть 1 трлн 329,3 млрд ₴, видатки – 2 трлн 580,7 млрд ₴. Загальний ресурс на національну безпеку і оборону становить 1 трлн 141,1 млрд ₴ (загальний фонд - 1 трлн 6,1 млрд ₴, спеціальний фонд - 115,0 млрд ₴, державні гарантії - до 20 млрд ₴) або 18,2 % ВВП.
Прогнозований дефіцит Держбюджету становить понад 20 % ВВП, його планують профінансувати коштом міжнародної допомоги – від Європейського Союзу, Сполучених Штатів Америки, Міжнародного валютного фонду.
Держбюджет 2023 року став найранішим (за датою ухвалення бюджету) в історії незалежної України.

### 2024
9 листопада 2023 року Верховна Рада України ухвалила в цілому Державний бюджет на 2024 рік, згідно якого:
- Доходи бюджету збільшили на 22 млрд ₴ і вони становлять 1,768 трлн ₴;
- Видатки майже залишились такими самими - 3,35 трлн ₴;
- Дефіцит Державного бюджету зменшено на 22 млрд ₴і тепер становить 1,57 трлн ₴;
- Зовнішні запозичення зменшили на 103,5 млрд (з 42,9 млрд дол. до 41 млрд дол., щоб погодити з МВФ). Перекрили за рахунок збільшення внутрішніх запозичень на 81,4 млрд ₴;
- Прогноз по реальному ВВП зменшили до 4,6 % (у першому читанні було 5 %);
- Прогноз по інфляції 9,7% (у першому читанні було 10,8 %);
- Припущення щодо курсу гривні – у середньому за рік 40,7 ₴ за дол. (було 41,4 ₴ за дол).

21 травня 2024 року, за повідомленням пресслужби Міністерства фінансів України, на аукціоні з розміщення облігацій внутрішньої державної позики (ОВДП) Мінфін залучив до Державного бюджету 10,5 млрд ₴ (за курсом НБУ).

### 2025
13 вересня 2024 року, за повідомленням прем’єр-міністра України Дениса Шмигаля, Уряд затвердив проєкт Державного бюджету України на 2025 рік, який буде передано на розгляд Верховної Ради України.
14 вересня 2024 року, законопроєкт про Державний бюджет України на 2025 рік за № 1200 від 14.09.2024 року було внесено до Верховної Ради України.
20 вересня 2024 року Верховна Рада України розпочала розгляд проєкту Закону про Державний бюджет України на 2025 рік.
28 жовтня 2024 року Комітет Верховної Ради України з питань бюджету рекомендував до першого читання проєкт Державного бюджету України на 2025 рік і проєкт Бюджетних висновків.
31 жовтня 2024 року Верховна Рада України схвалила висновки та пропозиції народних депутатів до проєкту закону про держбюджет на 2025 рік. Бюджет у першому читанні підтримали 247 депутатів.
19 листопада 2024 року Верховна Рада України ухвалила у другому читанні та в цілому законопроєкт № 12000 «Про Державний бюджет України на 2025 рік». Документ підтримали 257 народних депутатів.
28 листопада 2024 року Президент України Володимир Зеленський підписав закон «Про державний бюджет на 2025 рік». Кошторисом передбачено витрати на захист держави, фінансування Сил безпеки й оборони, закупівлю й виробництво зброї, дронів та техніки 2,23 трлн грн. Водночас 420,9 млрд грн буде направлено на соціальний захист, 217 млрд грн — на охорону здоров'я, 199 млрд грн — на освіту. Курс долара у Держбюджеті України на 2025 рік закладено на рівні 45 грн. Закон набуває чинності 1 січня 2025 року.
3 грудня 2024 року Верховна Рада України більшістю голосів схвалила в цілому законопроєкт № 12232 про зміни до Бюджетного кодексу України щодо правочинів з умовними зобов’язаннями. Ця законодавча ініціатива надає право Борговому агентству, а до його створення - Міністерству фінансів України, здійснювати правочини з умовними зобов’язаннями в рамках угод з ЄС, іноземними державами, міжнародними фінансовими організаціями, повернення грошей за якими буде відбуватись не за рахунок державного бюджету, а, зокрема, за рахунок заморожених активів РФ. Цей нормативний акт, зокрема, стосується $50 млрд фінансової допомоги, наданої Україні країнами "Великої сімки" (G7) та Європейським Союзом (ЄС).

## Оцінки бюджету
Бюджети 2006—2014 років часто називають антисоціальними журналісти, політики, експерти та звичайні громадяни: з року в рік збільшуються видатки на утримання органів влади, зростають зарплати депутатів, урядовців, інших чиновників, тоді як утримання цілих стратегічних галузей (армії, медицини, освіти, комунальної сфери тощо) погіршується. Протягом 2009—2012 років фінансування Генпрокуратури зросло у 2,5 раза, Президента — майже удвічі, МВС — в 1,8 раза. Фінансування програм Мінохорони здоров'я та армії 2012 року зменшено.